# Sowerbaea laxiflora
Classification APG III (2009)
Espèce
Sowerbaea est une plante vivace de la famille des Laxmanniaceae originaire du sud-ouest de l'Australie-Occidentale.
C'est une plante à port dressé mesurant 15 à 45 cm de hauteur, aux feuilles alternes. Les fleurs regroupées en inflorescence, de couleur mauve, apparaissent entre août et novembre.